# エグゾン・シマイ
エグゾン・シマイ（Egzon Shimaj 、2001年2月27日 - ）は、アルバニア・シュコドラ出身のプロサッカー選手。アルバニアのFKヴラズニア所属。ポジションは、ディフェンダー（センターバック）。